# Windows Live Favorites
Windows Live Favorites foi um serviço da linha Windows Live da Microsoft. Com o serviço, o usuário podia adicionar seus sites favoritos no sistema (como favoritos de um navegador) com a vantagem de ter os sites favoritos em qualquer lugar, uma vez que o sistema era online e podia ser acessado por qualquer computador com acesso a internet.